# Enrique Vázquez Castro
Enrique Vázquez Castro (Vitoria, Álava, 29 de junio de 1964) es un compositor y sacerdote victoriano, ordenado en 1990. Cursó sus estudios de piano y composición en el Conservatorio Superior de Música Jesús Guridi de su ciudad natal, obteniendo en el año 2000 el Premio de Honor de Fin de Carrera de Composición e Instrumentación.
La obra de mayor difusión es el Himno Firmes en la fe, obra conjunta de César Franco y él mismo para la Jornada Mundial de la Juventud de Madrid 2011.
Doctorado en Teología Dogmática por la Pontificia Universidad Gregoriana de Roma en diciembre de 2013, con su tesis Divinitatis consortes - El destino humano. Influjo de la filosofía de Maurice Blondel en la teología de Henri de Lubac. Publicación: Editorial ESET, Vitoria, 2019, 502 p.

## Obra

### Música de orquesta
- Fecisti nos ad Te	2007	orq	10'[4]
- Inquietum est cor nostrum	2008	orq	10'
- Donec requiescat in Te  	2008	orq	20'

### Música de banda
- Haurrentzako hiru soinuak	2004	Bnd	16'

### Música de cámara
- Bizitza	1996	fl/cl/fg/p/perc/va/vc	10'40
- Bostetan bost	1999	fl/cl/va/vc/vbr	5'31
- Quinteto de Viento		fl/ob/cl/tpa/fg

### Música instrumental solista
- Aots urdiña	1995	órg	10
- Hasieran bazen hitza	1999	fl/elec	10'16
- Interior intimo meo	2002	acr	11'03
- Itxaropen izarra	1996	órg	13'
- Kimu	1999	sax/perc	18'43
- Kordia	2000	vc/elec	10'16

### Música vocal
- A Cristo Crucificado	1995	Mzsolo/p	3'
- Hire anaiaren odola	2001	Mz/sax/acr/perc/elec	14'25

### Música de coral
- Babes gaitzazu, Ama		Co/órg
- Bedeinkatua	2004	Tsolo/T/T/Br/B	6'
- Jesu Dulcis Memoria	1997	S/A/T/B	9'
- VIctimae pascali laudes		S/A/T/B
- Locus Iste      	2019	S/A/T/B/ órg	6', para el V centenario de la Iglesia Nacional Española de Roma